# Кароль Буке
Каро́ль Буке́ (фр. Carole Bouquet; нар. 18 серпня 1957, Неї-сюр-Сен, Франція) — французька акторка театру і кіно, модель, громадська діячка.
Її дебют у кіно відбувся 1977 року, у фільмі Луїса Бунюеля «Цей незрозумілий об'єкт бажання», а 1990 року вона отримала премію «Сезар» за найкращу жіночу роль у фільмі Бертрана Бліє «Занадто красива для тебе». У 1986 і 1990 роках вона також була обличчям бренду «Шанель», втіливши образ «парфумів № 5» у двох рекламних роликах, знятих Рідлі Скоттом і Беттіною Реймс.

## Біографія

### Ранні роки
Коли Кароль Буке було 3 роки, її мати залишила сім'ю, щоб розпочати нове життя на Півдні Франції, тому, вона, та її старша сестра Лоранс, були виховані їхнім батьком, Робером Буке, колишнім інженером-будівельником.
У віці 10 років Кароль була віддана у спільноту домініканських сестер, де, на її думку, вона здобула свою першу освіту, «засновану на заслугах і смиренності».
В інтерв'ю, опублікованих пізніше, Кароль мимовіль називала свою молодість не як нещасливу, а як нудну. Однак вона вказує, що її небагатослівний батько, допоміг їй сформуватися як особистість: «Увага батька формує тебе. Я вважаю, жінок захищає люблячий батько». Вона також каже: «Я не вчилася бути жінкою, але я навчилася незалежності». Вона регулярно їздила до Женеви, щоб побачити свого дядька Марка Боннана, місцевого юриста, та тітку Маріанну.
Після нетривалого навчання у Сорбонні Кароль вирішила розпочати кар'єру акторки. 1976 року вона поступила на трирічне навчання до Паризької консерваторії драматичного мистецтва. Але вже на першому курсі вона познайомилася із режисером Луїсом Бунюелем, пройшовши у нього кастинг для зйомок у фільмі.

### Кар'єра
Кар'єра Кароль Буке розпочалася 1977 року з появи у популярній розважальній мильній опері «Сімейство Цикадових».
Гарна зовнішність Буке була помічена і оцінена режисером Луїсом Бунюелем. Таким чином 1977 року відбувся її дебют у кіно, де вона зіграла в одному з фільмів цього режисера, які вважаються класикою сюрреалізму, «Цей незрозумілий об'єкт бажання». У цьому фільмі Буке розділила роль головної героїні, Кончіти, з Анхелою Моліною. Фільм, номінований на нагороду «Сезар», став культовим. 2005 року Буке заявила: «Саме з Бунюелем моє життя змінилося. (…) Він говорив зі мною про моє життя. Я вважала його за віщуна, але насправді це був всього лише 77-річний месьє, який дуже чітко наскрізь бачив 18-річну дівчину». Виступ Буке отримав визнання з обох боків Атлантики, її образ «ікони крижаної краси» народився саме після зйомок у цьому фільмі. Потім акторка вирушила до Нью-Йорка, щоб покращити свою англійську. Супроводом Буке у США були Енді Воргол та Пітер Бірд, там вона жила на одній квартирі з акторкою Кліо Голдсміт. Після повернення до Франції, Буке знялася у кількох фільмах, зокрема, у «Холодних закусках», режисера Бертрана Бліє, де її партнером був Жераром Депардьє.
1981 року Буке зіграла дівчину Джеймса Бонда разом із Роджером Муром у фільмі «Тільки для ваших очей». Ця роль зробила її відомою широкому загалу не лише у Франції, але й поза її межами.
1984 року вона була знову номінована на премію «Сезар» за найкращу жіночу роль другого плану у фільмі Філіппа Лабро «Берег лівий, берег правий» разом із Жераром Депардьє. Вона знову знайшла його у 1989 року Буке знову знялася з Депардьє у фільмі Бертрана Бліє, «Занадто красива для тебе», ця роль їй принесла премію «Сезар» за найкращу жіночу роль.
1994 року Буке зіграла саму себе у фільмі «Підступність слави» Мішеля Блана. 1997 році вона зіграла пристрасну Люсі Обрак у біографічному фільмі Клода Беррі, «Люсі Обрак», разом із Даніелем Отейєм.
Також Буке виступала і в театрі, зокрема, у постановках «Федра» (2002), режисера Жака Вебера, та «Береніка» (2008), режисера Ламбера Вільсона.
Того ж 2008 року, вона виконала роль «Мадам Дрон» у фільмі «Ніколя Барі», «Діти Тімпельбаха».
Окрім цього, Буке знімалася і на телебаченні, зокрема, у серіалі «Секс у великому місті», в епізоді «Американська дівчина в Парижі» 2004 року, та у серіалі «У терапії» 2021 року.

### Участь у заходах
1995 року Кароль Буке була ведучою 48-го Каннського кінофестивалю.
1999 року вона була членом журі 4-го Шанхайського міжнародного кінофестивалю.
2008 року вона очолювала журі 34-го американського кінофестивалю у Довілі.
У травні 2014 року вона була членом журі з художніх фільмів на 67-му Каннському фестивалі під головуванням Джейн Кемпіон.
З 30 березня по 4 квітня 2022 року вона була одним із двох почесних гостей (іншим був Бела Тарр) на 9-му фестивалі «Вся пам'ять Світу», організованому Французькою сінематекою.

### Інша діяльність
1986 року Кароль Буке стала обличчям люксового бренду «Шанель» і до 1990-х років була обличчям «парфуму № 5». Рекламна фотографія була зроблена Мішелем Комтом 1987 року.
З кінця 1990-х років Буке володіє нерухомістю на острові Пантеллерія біля берегів Сицилії, яку вона відкрила для себе завдяки Ізабеллі Росселліні. З 2005 року вона володіє і керує виноградниками, де виготовляється солодке вино «пассіто» («passito»; якому іноді помилково приписують сицилійське походження). Цей виноградник виготовляє 14 000 пляшок об'ємом 500 мл на рік під маркою «Sangue d'Oro» («Золота кров»). Поштовхом до виноробства стала зустріч Буке із енологом Клодом Будамані. Вона користується послугами Дотта Донато Ланаті, консультанта з виноградарства та виноробства. 2023 року журнал «Винний огляд Франції» назвав Буке особистістю року.
2005 року разом, із Жераром Депардьє та Жаном-Клодом Кар'єром, вона організувала кінофестиваль «Режисер у місті» у Німі. Цей фестиваль проходить щоліта і представляє протягом тижня п'ять фільмів режисера в компанії останнього та його акторів. Захід відбувається на відкритому повітрі в Садах Ла Фонтен у Німі наприкінці липня.

### Громадська діяльність
У листопаді 2007 року разом із Жозіан Баласко та за підтримки Федерації прав на житло Кароль Буке виступила з публічним зверненням до уряду, а потім протягом тривалого часу була соціальним посередником для малозабезпечених африканських сімей на Банківській вулиці у Парижі.
З 1985 року Буке була представником федерації «Голос дитини». Вона вступила до неї після показу фільму «Поля смерті», який її засмутив.
У вересні 2018 року, після відставки Ніколя Юло з посади міністра охорони довкілля, вона підписалася під зверненням, спрямованим проти глобального потепління під назвою «Найбільша проблема в історії людства: заклик до 200 осіб врятувати планету», яке з'явилося на першій шпальті газети «Le Monde».
Буке підтримувала Еммануеля Макрона під час президентських виборів 2022 року.

### Особисте життя

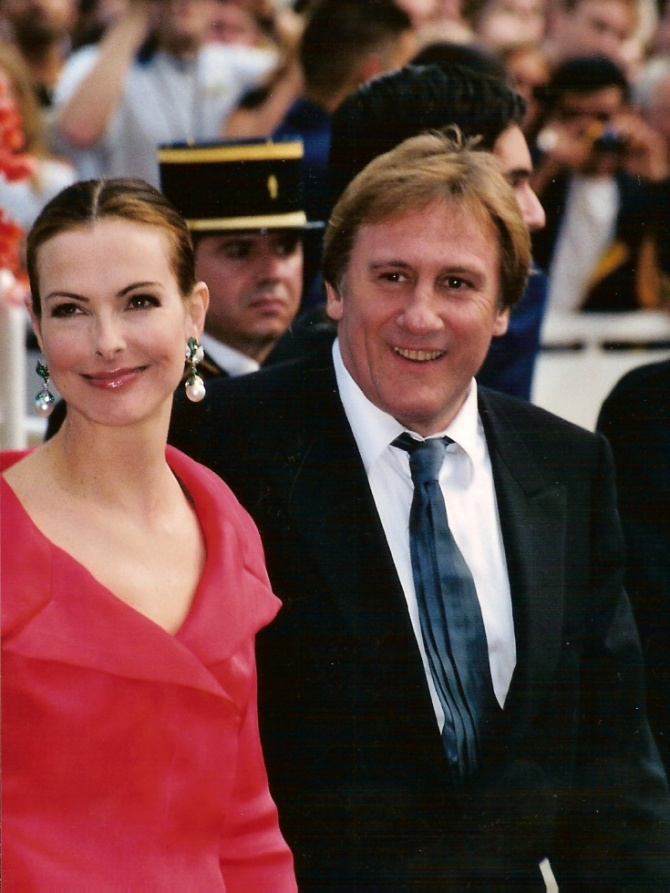
Кароль Буке і Жерар Депардьє, 2001 рік

У період між 1978—1985 роками Кароль Буке була у стосунках з продюсером Жаном-П'єром Рассамом (зятем Клода Беррі), від якого у неї 1981 року народився син, Димітрі Рассам, який теж став продюсером. Жан-П'єр Рассам передчасно помер у січні 1985 року, у віці 43 років.
У Буке є ще один син, Луї (народився 1987 року), від режисера та фотографа Франсіса Джакобетті, 1987 року народження. З 1992 по 1996 рік вона була дружиною Жака Лейбовича, дослідника-спеціаліста зі СНІДу. 1996 року Буке зблизилася з актором Жераром Депардьє, з яким вона розлучилася 2005 року.
У травні 2014 року Буке з'явилася на Каннському кінофестивалі в компанії Філіппа Сере де Ротшильда (сина Філіппін де Ротшильд та Жака Сере), з яким вона офіційно оформила свої нові стосунки.

## Справа про телефонне прослуховування
У період із січня до лютого 1985 року дві телефонні лінії паризького будинку Кароль Буке прослуховувалися Єлисейським палацом під час справи про прослуховування телефонних розмов, що відбувалося за часів першого семирічного терміну президентства Франсуа Міттерана. Справжньою метою прослуховування — був тодішній компаньйон Буке — Жан-П'єр Рассам, кінопродюсер, який помер того ж року.

## Фільмографія
| Рік  | Назва фільму                    | Оригінальна назва             | Режисер                           | Роль                               |
| ---- | ------------------------------- | ----------------------------- | --------------------------------- | ---------------------------------- |
| 1977 | Цей незрозумілий об'єкт бажання | Cet obscur objet du désir     | Луїс Бунюель                      | Кончіта                            |
| 1979 | Холодні закуски                 | Buffet froid                  | Бертран Бліє                      | молода жінка                       |
| 1979 | Каракулеве пальто               | Le Manteau d'astrakan         | Марко Вікаріо                     | Валентін                           |
| 1980 | Порожнє покоління               |                               | Уллі Ломмель                      | Нада                               |
| 1981 | Порожнє покоління               | Tag der Idioten               | Вернер Шретер                     | Кароль                             |
| 1981 | Тільки для ваших очей           | For Your Eyes Only            | Джон Глен                         | Меліна Гевлок                      |
| 1982 | Бінго-Бонго                     | Bingo Bongo                   | Паскуале Феста Кампаніле          | Лаура                              |
| 1983 | Містера                         | Mystère                       | Карло Ванціна                     | Містера                            |
| 1984 | Добрий король Дагобер           | Le Bon Roi Dagobert           | Діно Різі                         | Гемера                             |
| 1984 | Немо                            | Nemo                          | Арно Селіньяк                     | Ральс-Акрай                        |
| 1984 | Берег лівий, берег правий       | Rive droite, rive gauche      | Філіпп Лабро                      | Бабії Сенанкес                     |
| 1985 | Спеціальна поліція              | Spécial Police                | Мішель Віані                      | Ізабелль Роден                     |
| 1986 | Дубль-панове                    | Double messieurs              | Жан-Франсуа Стевенен              | Гелен                              |
| 1986 | Зло кохання                     | Le Mal d'aimer                | Джорджіо Тревес                   | Елеонор                            |
| 1987 | Йєнач                           | Jenatsch                      | Даніель Шмід                      | Лукреція фон Планта                |
| 1989 | Бункер «Палас-готель»           | Bunker Palace Hôtel           | Енкі Білал                        | Клара                              |
| 1989 | Занадто красива для тебе        | Trop belle pour toi           | Бертран Бліє                      | Флоранс Бартелемі / Сусідка Колетт |
| 1989 | Нью-Йоркські історії            | New York Stories              | Френсіс Форд Коппола              | Принцеса Сороя                     |
| 1991 | Проти забуття                   | Contre l'oubli                | Жан-Лу Юбер                       |                                    |
| 1991 | Жінки у спідницях               | Donne con le gonne            | Франческо Нуті                    | Маргеріта                          |
| 1993 | Танго                           | Tango                         | Патріс Леконт                     | жінка-зірка                        |
| 1994 | Діловий роман                   | A Business Affair             | Шарлотт Бряндстрьом               | Кейт Сваллов                       |
| 1994 | Підступність слави              | Grosse Fatigue                | Мішель Блан                       | грає саму себе                     |
| 1996 | Уламки любові                   | Poussières d'amour            | Вернер Шретер                     | інтерв'юер                         |
| 1997 | Люсі Обрак                      | Lucie Aubrac                  | Клод Беррі                        | Люсі Обрак                         |
| 1998 | У саме серце                    | En plein cœur                 | П'єр Жоліве                       | Вів'єн Фарнесі                     |
| 1999 | Міст між двох берегів           | Un pont entre deux rives      | Фредерік Обертен і Жерар Депардьє | Міна                               |
| 2000 | Пікнік Лулу Кройц               | Le Pique-nique de Lulu Kreutz | Дідьє Мартіні                     | Анна Гірарді                       |
| 2001 | Васабі                          | Wasabi                        | Жерар Кравчик                     | Софія                              |
| 2002 | Бланш                           | Blanche                       | Берні Бонвуазен                   | Anne d'Autriche                    |
| 2002 | Цілуй, кого хочеш               | Embrassez qui vous voudrez    | Мішель Блан                       | Лулу                               |
| 2003 | Сімейка Роуз                    | Bienvenue chez les Rozes      | Франсіс Паллуо                    | Беатріс                            |
| 2004 | Червоні вогні                   | Feux rouges                   | Седрік Кан                        | Гелен                              |
| 2004 | Орфографічні помилки            | Les Fautes d'orthographe      | Жан-Жак Зільберманн               | Женев'єв Массу                     |
| 2005 | Ремонт                          | Travaux                       | Бріжит Руан                       | Шанталь Летелльє                   |
| 2005 | Пекло                           | L'Enfer                       | Деніс Танович                     | Marie, la mère                     |
| 2005 | Північний схід                  | Nordeste                      | Жуан Соланас                      | Гелен                              |
| 2006 | Аврора                          | Aurore                        | Нільс Таверньє                    | la reine                           |
| 2006 | Ідеальний друг                  | Un ami parfait                | Франсіс Жирод                     | Анна                               |
| 2007 | Якщо це був він…                | Si c'était lui…               | Анна-Марія Етьєнн                 | Гелен                              |
| 2008 | Діти з Темпльбаша               | Les Enfants de Timpelbach     | Ніколя Барі                       | мадам Дрон                         |
| 2008 | Високі стіни                    | Les Hauts Murs                | Крістіан Форе                     | la mère de «Fil de fer»            |
| 2009 | Ти будеш за мною сумувати       | Je vais te manquer            | Аманда Стерс                      | Джулі                              |
| 2010 | Служити та захищати             | Protéger et servir            | Ерік Лавен                        | Од Летелльє                        |
| 2010 | Вільний обмін                   | Libre échange                 | Серж Гіск'єр                      | Марта                              |
| 2011 | Незавершений роман              | Impardonnables                | Андре Тешіне                      | Джудіт                             |
| 2012 | Погана дівчина                  | Mauvaise Fille                | Патрік Мілле                      | Аліс                               |
| 2014 | Ані хвилини спокою              | Une heure de tranquillité     | Патріс Леконт                     | Наталі                             |
| 2018 | Подивіться, як ми танцюємо      | Voyez comme on danse          | Мішель Блан                       | Люсі                               |
| 2019 | Кімната 212                     | Chambre 212                   | Крістоф Оноре                     | Ірен                               |
| 2020 | Бучу                            | Boutchou                      | Адріан Піке-Готьє                 | Паула                              |
| 2021 | Фантазії                        | Les Fantasmes                 | Давид і Стефан Фоенкінос          | Марі                               |
| 2022 | Буря                            | Tempête                       | Крістіан Дюгей                    | Моніка                             |

## Телебачення
| Рік       | Назва телефільму                                                 | Оригінальна назва                                              | Режисер                      | Формат     | Роль                 |
| --------- | ---------------------------------------------------------------- | -------------------------------------------------------------- | ---------------------------- | ---------- | -------------------- |
| 1977      | Сімейство Цикадових                                              | La Famille Cigale                                              | Жан Піньйоль                 | мінісеріал | Беатріс Дам'єн-Лакур |
| 1977      | Повстанці                                                        | Les Rebelles                                                   | П'єр Бадель                  | телефільм  | Нілка                |
| 1979      | Око ночі (епізод «Карпатське вино»)                              | L'Œil de la nuit (épisode «Le Vin des Carpathes»)              | Жан-П'єр Рішар               | серіал     | Лєна                 |
| 1997      | Червоне і чорне                                                  | Le Rouge et le Noir                                            | Жан-Даніель Верге            | телефільм  | Луїза де Реналь      |
| 2000      | Береніка                                                         | Bérénice                                                       | Жан-Даніель Верге            | телефільм  | Береніка             |
| 2001      | Мадам де…                                                        | Madame de…                                                     | Жан-Даніель Верге            | телефільм  | «Мадам де»           |
| 2002      | Руї Блас                                                         | Ruy Blas                                                       | Жак Вебер                    | телефільм  | Королева             |
| 2004      | Секс і місто (епізод «Американська дівчина в Парижі: Частина 2») | Sex and the City (épisode «An American Girl in Paris: Part 2») | Тім Ван Паттен               | серіал     | Жульєт               |
| 2014—2016 | Люди тіні (сезони 2 і 3)                                         | Les Hommes de l'ombre (saison 2 et 3)                          | —                            | серіал     | Елізабет Марджорі    |
| 2014      | Дитина Розмарі                                                   | Rosemary's Baby                                                | Аґнешка Голланд              | мінісеріал | Марго Кастеве        |
| 2017      | Богомол                                                          | La Mante                                                       | Александр Лорен              | мінісеріал | Жанна Дебер          |
| 2020      | Гранд-готель                                                     | Grand Hôtel                                                    | Янн Самуелль і Джеремі Мінуї | мінісеріал | Агнес Вассер         |
| 2020      | Я люблю тебе зачіска                                             | I love you coiffure                                            | Мюріель Робен                | телефільм  | Каролін              |
| 2021      | У терапії (епізод «Естер»)                                       | En thérapie (épisodes «Esther»)                                | Матьє Вадеп'є                | серіал     | Естер                |
| 2022      | Вони люблять один одного... ну майже!                            | Ils s'aiment…enfin presque!                                    | Ерве Брамі                   | телефільм  | Дельфін              |

## Театр
| Рік  | Назва вистави           | Оригінальна назва           | Автор          | Постановник    | Театр                                      |
| ---- | ----------------------- | --------------------------- | -------------- | -------------- | ------------------------------------------ |
| 1992 | Це було вчора           | C'était hier                | Гарольд Пінтер | Самі Фрей      | Театр «Еберто»                             |
| 2002 | Федра                   | Phèdre                      | Жан Расін      | Жак Вебер      | Національний театр у Ніцці, Театр «Дежазе» |
| 2008 | Береніка                | Bérénice                    | Жан Расін      | Ламбер Вільсон | Театр «Буфф-дю-Норд»                       |
| 2009 | Віддаленість            | L'Éloignement               | Лоле Беллон    | Бернар Мюрат   | Театр Едуарда VII                          |
| 2010 | Листи до Геніки         | Lettres à Génica            | Антонен Арто   | —              | Театр «Л'Ательє»                           |
| 2014 | Розвіяти (прах праху)   | Dispersion (Ashes to ashes) | Гарольд Пінтер | Жерар Дезар    | Театр «Евре», Театр «Селестін»             |
| 2015 | Додому                  | Home                        | Девід Сторі    | Жерар Дезар    | Театр «Евре»                               |
| 2016 | Розвіяти (прах праху)   | Dispersion (Ashes to ashes) | Гарольд Пінтер | Жерар Дезар    | гастролі                                   |
| 2018 | Щасливі ті, хто щасливі | Heureux les heureux         | Ясміна Реза    | Ясміна Реза    | Театр «Еберто»                             |
| 2022 | Береніка                | Bérénice                    | Жан Расін      | Мюріель Майєтт | Театр «Ла Скала Парі»                      |

## Почесті

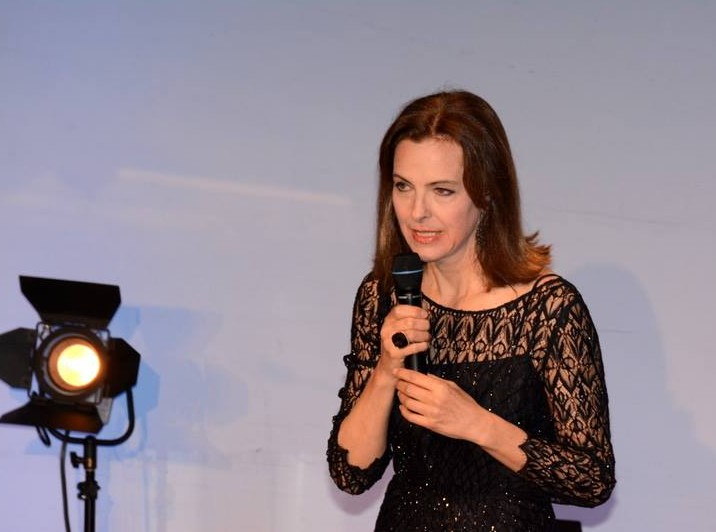
Кароль Буке, 2014 рік

### Нагороди
- «Сезар» 1990 року: «За найкращу жіночу роль» у фільмі «Занадто красива для тебе».

### Номінації
- «Сезар» 1985 року: «За найкращу жіночу роль другого плану» у фільмі «Берег лівий, берег правий».

### Відзнаки
- Командор ордена мистецтв і літератури (2011)[23].

## Дискографія
- 1987: «Спалити попіл» («Feu la cendre»), аудіокнига, з Жаком Деррідою, видання «Éditions Des femmes», збірка «Голосова бібліотека».

## Публікації
- Collectif, Jardins d'enfance: Nouvelles (préface de Carole Bouquet), recueil de textes d'une vingtaine d'auteurs, Le Cherche midi, 2001, 180 p. (ISBN 2862749192 et 978-2862749198).
- Carole Bouquet et Martine Brousse, Enfants maltraités. Occupons-nous de ce qui ne nous regarde pas, Le Cherche midi, 2019, 192 p. (ISBN 978-2749161600).